# Towarzystwo Lekarskie Warszawskie
Towarzystwo Lekarskie Warszawskie – towarzystwo lekarskie założone 6 grudnia 1820 roku. Jego siedziba mieści się przy ul. Raszyńskiej 54 w Warszawie.

## Historia
Towarzystwo powstało w 1820 roku w Królestwie Polskim z inicjatywy profesorów Królewskiego Uniwersytetu Warszawskiego. Inicjatorami byli: Andrzej Franciszek Ksawery Dybek, który został pierwszym wiceprezesem , August Ferdynand Wolff, Józef Czekierski, Franciszek Brandt, Maurycy Woyde, Fryderyk Roemer) i lekarzy (Jan Kuehne, Jan Theiner) Wydziału Akademicko-Lekarskiego Królewskiego Uniwersytetu Warszawskiego i działało do 1939 roku. 
W czasie II wojny światowej Biblioteka Towarzystwa utraciła 100% swoich zbiorów (68 720 jednostek). 
Zostało reaktywowane po zakończeniu II wojny światowej a po likwidacji izb i regionalnych towarzystw lekarskich stało się oddziałem warszawskim Polskiego Towarzystwa Lekarskiego. Pierwotną nazwę przywrócono w 1979 roku.
TLW nadaje medal Włodzimierza Brodowskiego i Ludwika Paszkiewicza.
Najwyższym odznaczeniem TLW jest medal Augusta Ferdynanda Wolffa.